# Adesmus windsori
Adesmus windsori là một loài bọ cánh cứng trong họ Cerambycidae.